# Rimantadin
Rimantadin (INN) (Flumadin) je oralni antivirusni lek koji se koristi u retkim slučajevima za sprečavanje Influenza A virusne infekcije. Kad se primenjuje tokom jednog do dva dana od početka razvoja simptoma, rimantadin može da skrati trajanje i ublaži jačinu gripa. Rimantadin i slični lek amantadin su derivati adamantana. FDA je odobrila rimantadin 1994.
Na osnovu podataka Američkog Centra za kontrolu i prevenciju bolesti, 100% sezonskih uzoraka H3N2 i 2009 pandemiske gripe su pokazali rezistenciju na adamantane, te se on više ne preporučuje za lečenje influence. Osim toga, njegova efektivnost kao antiparkinsonski lek je kontroverzna.

## Spoljašnje veze
- U.S. FDA odobrenje rimantadina
- Informacije o rimantadinu